# کارل اریک سویا
کارل اریک سویا (دانمارکی: Carl Erik Soya؛ ‏ ۳۰ اکتبر ۱۸۹۶ – ۱۰ نوامبر ۱۹۸۳) که بیشتر با نام سویا شناخته می‌شود، مؤلف و نمایشنامه‌نویس اهل دانمارک بود.
از فیلم‌هایی که وی در آن‌ها نقش داشته‌است، می‌توان به همه اینها به‌علاوه ایسلند اشاره نمود.